# Округ Харалсон (Џорџија)
Округ Харалсон (енгл. Haralson County) је округ у америчкој савезној држави Џорџија.

## Демографија
По попису из 2010. године број становника је 28.780, што је 3.09 (12,0%) становника више него 2000. године.
| Група             | 2000.          | 2010.          |
| Белци             | 23.799 (92,6%) | 26.516 (92,1%) |
| Афроамериканци    | 1.388 (5,4%)   | 1.353 (4,7%)   |
| Азијати           | 87 (0,3%)      | 141 (0,5%)     |
| Хиспаноамериканци | 143 (0,6%)     | 318 (1,1%)     |
| Укупно            | 25.690         | 28.780         |